# Экхофф, Нильс
Нильс Экхофф (нидерл. Nils Eekhoff род. 23 января 1998, Рейсенхаут, Северная Голландия) — нидерландский профессиональный  шоссейный велогонщик, выступающий с 2020 года за команду мирового тура «Team Sunweb».

## Карьера
В 2019 году Нильс Экхофф первым пересек линию финиша в групповой гонке среди андеров на чемпионате мира  в британском Харрогейте, но был дисквалифицирован судьями. Комиссары гонки получили данные GPS и видеозапись, показавшие, что Экхофф, возвращаясь в пелотон после падения (упал, врезавшись в припаркованный на обочине автомобиль), воспользовался помощью технички, ехавшей на высокой скорости. Чемпионом мира стал итальянский велогонщик Самуэле Баттистелла.

## Достижения
2016
1-й — Этап 4 Велогонка Мира (юниоры)
2-й Париж — Рубе (юниоры)
2017
1-й Париж — Рубе U23 
6-й Гран-при Крикельона 
8-й Пореч Трофи 
2018
1-й — Пролог Истриан Спринг Трофи
2-й  Чемпионат Нидерландов — Индивидуальная гонка U23
3-й Париж — Тур U23 
9-й Париж — Бурж 
2019
1-й Ronde van Overijssel 
1-й — Пролог Гран-при Присниц спа
2-й  Чемпионат Нидерландов — Групповая гонка U23
3-й Тур Бретани — Генеральная классификация
1-й — Этап 7
4-й Чемпионат Нидерландов — Индивидуальная гонка U23
5-й Чемпионат Европы — Групповая гонка U23
6-й Triptyque des Monts et Châteaux — Генеральная классификация
7-й Чемпионат мира — Индивидуальная гонка U23
8-й Париж — Бурж
2025
Нокере Курсе